# Angel (televisieserie)
Angel is een Amerikaanse televisieserie. De reeks is ontstaan als spin-off van Buffy the Vampire Slayer. Beide werden gecreëerd door Joss Whedon, waar David Greenwalt ook een belangrijk aandeel in Angel had. De serie werd uitgezonden door The WB en geproduceerd door Mutant Enemy, de productiemaatschappij van Whedon. 20th Century Fox Television is verantwoordelijk voor de distributie.
Angel liep vijf seizoenen op televisie, waarop de serie teneinde kwam. Nadat er onder de naam Buffy the Vampire Slayer Season Eight in de vorm van een comicreeks een achtste seizoen van Buffy verscheen, bleek deze dermate succesvol dat ook Angel een comicserie kreeg. Zodoende ging Angel: After the Fall in getekende vorm vanaf november 2007 direct verder waar de laatste aflevering van de televisieserie eindigde. Bij de eerste zeventien delen hiervan was geestelijk vader Whedon direct betrokken als co-schrijver, samen met Brian Lynch.

## Verhaal
De serie draait om de vampier Angelus, die door een vloek zijn ziel heeft teruggekregen en sindsdien Angel wordt genoemd. Door deze vloek heeft hij enorm veel last van schuldgevoelens en berouw van alle slechte daden die hij als vampier heeft gedaan. In de eerste 4 seizoenen werkt Angel als een privédetective in Los Angeles, gespecialiseerd in occulte zaken. Tegenstanders zijn dan ook vaak demonen. Niet alle demonen zijn echter slecht, en sommige demonen werken zelfs samen met Angel (bijvoorbeeld Doyle en Lorne) of zijn informant voor het team (Merl).
Eeuwige tegenstanders zijn de advocaten van het kantoor Wolfram & Hart, die contacten met de onderwereld (hel-dimensies) hebben. Aan het einde van seizoen 4 krijgt Angel echter de leiding erover aangeboden. In seizoen 5 is hij inderdaad de baas van de vestiging van het advocatenkantoor in Los Angeles.

## Karakter informatie
Het personage Angel verscheen voor het eerst als een mysterieuze jongeman, die voor gevaren waarschuwt in het eerste seizoen van Buffy the Vampire Slayer. Later blijkt hij een vampier te zijn, een geheim dat hij angstvallig voor zich heeft gehouden, niet wetende hoe Buffy er op zou reageren. Angelus was een zeer gewelddadige vampier. Buffy komt erachter dat Angel een menselijke ziel heeft, waardoor hij kan voelen als een mens en ook een geweten heeft.
Angel heeft zijn ziel teruggekregen van zigeuners, die wraak wilden nemen nadat hij hun favoriete stamlid had vermoord. Het was de bedoeling dat hij door de herinneringen van alle moorden die hij had begaan gestraft zou worden door zijn eigen geweten, een straf die nog goed werkte ook, doordat Angel er kapot aan ging en toch moest doorleven. Als hij maar een moment van Ultiem Geluk zou meemaken, zou hij echter zijn ziel weer verliezen en weer een moorddadig wezen worden. Angel speelt in de eerste drie seizoenen een belangrijke rol in Buffy, the Vampire Slayer, waarna hij vanwege zijn populariteit een eigen serie kreeg.

## Biografie
Geboren in Galway in 1727 als Liam, begint hij zijn leven als de zoon van een rijke linnenhandelaar. Zijn vader heeft geen hoge pet van hem op omdat hij drinkend en vrouwen versierend zijn leven doorbrengt. Liam is losbandig en knap en veel vrouwen vallen voor hem. Hij brengt veel tijd door in herbergen.
Zijn leven in 1753 neemt een drastische wending wanneer hij de vampier Darla tegenkomt, die van hem ook een wezen van de nacht maakt. Hij neemt daarop de naam Angelus (Latijn voor engel) aan en moordt vervolgens het hele dorp samen met zijn familie uit (zijn jonge zusje dacht namelijk dat hij teruggekeerd was als een engel (angel)). Zo wil hij bewijzen aan zijn vader dat hij toch iets van zijn leven heeft gemaakt.
Samen met Darla verlaat hij Ierland en trekt hij plunderend en moordend door het Europese vasteland. Aan dit leven komt een einde (1898) wanneer Darla hem een gevangen zigeunermeisje cadeau doet. Angelus doodt haar, niet wetend dat dit meisje lid is van een familie zigeuners die zich bezighouden met zwarte magie. Haar familie neemt wraak, door hem te vervloeken en daarmee zijn ziel terug te geven. Hierdoor wordt hij tot in de eeuwigheid door zijn eigen geweten gestraft.
Darla verstoot hem hierom, waardoor Angel Europa verlaat en zich in Amerika vestigt, waar hij in 1996 in New York door de goedaardige demon Whistler uit de goot wordt gevist. Deze haalt hem over om Buffy Summers, de huidige Vampier Slayer, te helpen.
Na de eerste aanblik op de Slayer, gaat zijn hart uit naar het meisje en wil hij haar alleen nog maar helpen. Hij vestigt zich in het zonnige Californische stadje Sunnydale waar Buffy en haar moeder ook onlangs zijn komen wonen.
In het begin waarschuwt hij haar alleen maar voor gevaren en houdt hij zijn geheim voor zich. Bij hun eerste kus komt Buffy erachter wat hij werkelijk is en ze weet niet wat ze met hem aan moet. Darla, die zich ook in Sunnydale heeft gevestigd, wil misbruik maken van haar verwarring. Buffy komt er uiteindelijk achter dat Angel toch aan de goede kant staat. Angel doodt Darla en laat zich vervolgens een tijd niet meer zien.
Wanneer hij weer opduikt, voelen ze zich steeds meer tot elkaar aangetrokken. Op haar zeventiende verjaardag geeft Angel Buffy een Claddagh-ring, een Ierse verlovingsring, als teken van hun liefde voor elkaar.
Na gevlucht te zijn van de gevaarlijke demon de Rechter en vampierkoppel Spike en Drusilla (vampiers waar Angel een verleden mee heeft), vrijen ze met elkaar diezelfde nacht en Angel bereikt een moment van ultieme gelukzaligheid. Dit is een clausule in de zigeunervloek die daardoor verbroken wordt. Hij verliest zijn ziel weer en verandert opnieuw in de kwaadaardige Angelus. Hij sluit zich aan bij de tegenpartij (Spike en Drusilla) en neemt al gauw de leiding over. Hij besluit uiteindelijk de wereld te vernietigen door deze door een versteende demon (Acathla) de hel in te laten zuigen. Buffy en haar vrienden moeten alles op alles zetten om dit te voorkomen. Als de poort naar de hel eenmaal geopend is, kan alleen Angels bloed hem weer sluiten.
Willow probeert Angel zijn ziel weer terug te geven, door de vloek opnieuw uit te spreken. Dat lukt, maar wel te laat. De poort is dan al geopend en Buffy moet haar geliefde naar de hel verbannen om de wereld te redden.
Drie maanden later wil Buffy dit hoofdstuk afsluiten. Als afscheid legt ze de Claddagh-verlovingsring terug in het landhuis waar Angel is verdwenen en gaat weg. Angel wordt echter weer naar de aarde teruggestuurd door een onbekende hogere macht. Naakt, zwak, gepijnigd en vergeten wie hij is komt hij op de vloer terecht. Hij heeft dan een eeuwigheid in de hel doorgebracht, terwijl op de aarde maar een paar maanden voorbij zijn gegaan.
Buffy vindt hem na enkele dagen als een wild dier in het bos. Ze neemt hem onder haar hoede tot hij weer de oude is en zijn menselijkheid hersteld is. Ze proberen hun relatie nieuw leven in te blazen maar uiteindelijk verlaat Angel Sunnydale (na ingezien te hebben dat hun relatie niet eerlijk is tegenover Buffy) en vestigt zich in Los Angeles. Hiermee begint de spin-offserie van Angel.

## Vrienden
In de tijd dat Angel in Sunnydale woonde heeft hij een goede vriendengroep opgebouwd, maar sinds hij in L.A. woont heeft hij daar z'n vaste vrienden. Enkele daarvan zijn met hem mee verhuisd vanuit de Buffy-serie.
- Buffy Summers: Buffy is Angels grote liefde, maar tegelijk ook een van z'n beste vrienden. Doordat ze zo vaak omgaat met vampiers en ze door haar roeping als Doder een eenzaam bestaan leidt weet ze hoe Angel zich voelt. Ze accepteert wie hij is en ondanks dat ze het liet merken ergens niet mee eens te zijn, klaagde ze nooit. Nadat Angel naar L.A. vertrok bleef hij contact houden met Buffy, en kwam nog regelmatig op bezoek bij haar. Toen Angel in seizoen 1 hoorde van de profetie waarin een vampier met een ziel zal vechten tegen het Kwaad en ooit beloond zal worden door mens te worden gingen zijn eerste gedachte ook uit naar Buffy, met wie hij dan eindelijk samen kon zijn.
- Rupert Giles: Rupert Giles was in Buffy de bibliothecaris van Sunnydale High. Tijdens zijn leefperiode in Sunnydale heeft Angel vaak op Giles kunnen rekenen. Zelfs nadat Angel als Angelus Giles' geliefde Jenny Calendar had vermoord steunde Giles hem uiteindelijk toch weer. Angel wist dat als er iets was hij altijd naar Giles kon in geval van nood. Naast zijn baan als Wachter bewees Giles ook een trouwe vriend te zijn die zich ging ontwikkelen als een vaderfiguur, zowel voor de Scooby Gang als tegenover Angel.
- Willow Rosenberg: Angel heeft grote bewondering gekregen voor Buffy's beste vriendin. Willow nam het altijd voor hem op en heeft geprobeerd hem te steunen in zijn daden. Angel is Willow ook dankbaar dat zij niet één, maar zelfs twee keer zijn ziel heeft teruggegeven, nadat die was afgenomen. Door haar grote kennis van magie heeft ze hem meerdere keren kunnen redden van onverslaanbare wezens. Willow komt ook een keer naar L.A. toe. In het vierde seizoen van Angel komt ze op bezoek en Angel omhelst haar met liefde en dankbaarheid.
- Spike: Bij deze twee vampieren was het haat en nijd op het eerste gezicht. Beiden vochten zo hard mogelijk om maar genoeg mensen te kunnen vermoorden en ze hadden eeuwenlang ruzie en competitie. Spike heeft Angel altijd verafschuwt vanwege zijn ziel maar in seizoen 6 van Buffy krijgt Spike zelf zijn ziel terug. Spike begrijpt langzaam hoe Angel zich heeft gevoeld. Spike sterft in de serie finale van Buffy, maar als de Amulet van de Hellemond terugkeert naar Wolfram & Hart komt Spike weer tot leven. Spike sluit zich aan bij de gang van Angel en de twee leren elkaar te respecteren. In het grote gevecht van seizoen 5 staat Spike dan ook klaar om zij aan zij met Angel te vechten tot de dood.
- Cordelia Chase: Cordelia was in Buffy de populariteitskoningin. Ze gaf alleen om geld, kleding en jongens maar ze bleek ook een gevoelige kant te hebben. Nadat haar ouders naar de gevangenis moesten omdat haar vader de belasting niet had betaald, vertrok Cordelia naar L.A. en liep daar Angel tegen het lijf. Ze werd collega in zijn detectivebureau Angel Investigations en door haar plotselinge eenzaamheid leerde ze voor zichzelf op te komen. Ze ontdekte dat er meer in het leven was en zij en Angel werden goede vrienden. Na jarenlang elkaar door dik en dun te hebben gesteund kwamen ze tot de ontdekking dat ze verliefd op elkaar waren geworden. Cordelia raakt door een mystieke bezitting van haar lichaam in seizoen 4 in een coma en hoewel ze er later weer uitkomt sterft ze toch. Net voor haar dood delen Angel en Cordelia een kus waarbij Cordelia's visioenen over worden verplaatst naar Angel.
- Allen Francis Doyle: Doyle is een half demon half mens die in L.A. Angel tegen het lijf liep. Hij had van de Hogere Machten ("The Powers That Be") een kracht gekregen om voorspellingen te zien. Om mensen op tijd te kunnen redden benaderde Doyle Angel. Halverwege het eerste seizoen arriveren er volbloed demonen die alle halfdemonen willen uitroeien, waaronder Angel en Doyle. Angel probeert ze te stoppen maar moet daarbij zijn eigen leven op het spel zetten. Doyle zegt hem echter dat Angel niet vervangbaar is en Doyle neemt zijn plaats in. Doyle sterft om zijn soortgenoten te redden. Zijn dood heeft Angel duidelijk getroffen, zo spreekt hij soms nog wel mensen aan als Doyle, als hij ze bij gelijkenissen voor hem aanziet.
- Wesley Wyndam-Pryce: Wesley was in het derde seizoen van Buffy al te zien maar daar was hij nog een knullige Wachter die geen idee had van wat hij deed. Als hij in seizoen 1 van Angel naar L.A. gaat is hij veel volwassener geworden en sluit zich ook aan bij Angel Investigations. 5 Jaar lang vecht Wesley mee voor het goede tot in de laatste aflevering in seizoen 5. Wesley wordt gedood in het Ultieme Gevecht en opnieuw heeft Angel een vriend verloren.
- Charles Gunn: Charles Gunn is een jonge donkere tiener die in de achterbuurt van L.A. woont. Met zijn vrienden jaagt hij op demonen en vooral vampieren nadat die zijn ouders hebben vermoord. Als Gunn Angel ontmoet is hij eerst sceptisch vanwege Angels verleden maar de twee worden vrienden en Gunn wordt het vierde lid van Angel Investigations. Gunn leert op Angel te vertrouwen en steunt hem in moeilijke tijden.
- Winifred "Fred" Burkle: Winifred "Fred" is een jong meisje dat 5 jaar lang vast heeft gezeten in Pylea, een andere dimensie waarin demonen de wereld regeren en mensen hun slaven zijn. Nadat Angel en zijn vrienden deze wereld binnentreden om Cordelia te redden haalt hij Fred eruit en laat haar in het hotel wonen. Langzaam leert Fred de mensen weer te vertrouwen en is ook deels verantwoordelijk voor de redding als zij Willow naar L.A. haalt om Angels ziel terug te geven. Wanneer Fred in seizoen 5 een vreemde demonische lucht uit een oude sarcofaag inademt die ze aan het onderzoeken is en komt de pure demon Illyria vrij. Fred inhaleert haar en onmiddellijk begint Illyria zich in Fred te ontwikkelen. Fred sterft binnen een dag.
- Lorne: Lorne (ook wel The Host genoemd) is een groene empathische demon die Angel en zijn team ontmoeten in het tweede seizoen. Hij is een vriendelijke demon met empathische gaves die de toekomst van mensen en andere demonen kan lezen wanneer zij zingen. Lorne runt namelijk een karaokebar genaamd Caritas in LA, waar zijn cliënten komen om te zingen en zo een inkijk in hun toekomstbeeld krijgen. Zo legt Wesley namelijk uit dat wanneer je zingt je je ziel blootgeeft en Lorne kan dan in je ziel kijken. Lorne geeft regelmatig advies en hulp aan Angel en zijn teamgenoten en wordt uiteindelijk ook lid van Angel Investigations wanneer zijn club tot tweemaal toe wordt verwoest. Lorne trekt dan in bij Angel in het hotel.
- Connor: Connor is de zoon van Angel en Darla die in 2001 wordt geboren. Connor wordt ontvoerd door vampiersjager Daniel Holtz en neemt hem mee naar een heldimensie, waar hij Connor als zijn eigen zoon opvoedt. Connor keert later terug als hij een gat in de dimensie weet te maken met L.A. Connor heeft alleen maar slechte verhalen over zijn vader gehoord en zijn eerste instinct is dan ook om te doden. Als Connor hem beter leert kennen krijgen de twee een band en Connor noemt hem op een gegeven moment ook "papa", later in de serie staat Angel zijn zoon af aan een andere familie en laat hij van alle anderen de herinneringen aan Connor uitwissen.

## Vijanden
Voor de Angel-serie was het advocatenkantoor Wolfram & Hart de terugkerende "Big Bad" in de serie; er waren echter andere grote terugkerende bedreigingen die zich voordeden, die ofwel medewerkers waren van Wolfram & Hart of een derde partij met een eigen agenda. Hoewel het formaat van de serie niet helemaal vasthield aan een gevestigde Big Bad zoals Buffy deed, vertegenwoordigden verschillende personages en elementen belangrijke seizoensbogen, waarbij de term "Big Bad" vaak werd gebruikt. Het patroon hiervan was als volgt:
- In seizoen 1: advocaten Lindsey McDonald, Lilah Morgan, Lee Mercer en hun leidinggevende Holland Manners van Wolfram & Hart / diverse demonen en vijandige mensen.
- In seizoen 2: naast Wolfram & Hart, de herrezen Darla, Angels oude partner en Drusilla.
- In seizoen 3: naast Wolfram & Hart, vampierjager Daniel Holtz, de demon Sahjhan.
- In seizoen 4: naast Wolfram & Hart, de afvallige Hogere Macht (soort godin) Jasmine en haar volgelingen, haar onderdaan de demon "Het Beest"  en Angelus.
- In seizoen 5: de Cirkel van de Zwarte Doorn (Circle of the Black Thorn), de Aardse afgevaardigden van de Senior Partners en liaison van de Senior Partners, Marcus Hamilton.
- In seizoen 6 - After the Fall: de tot vampier geworden Charles Gunn en de Demon Lords en Senior Partners.

## Rolverdeling

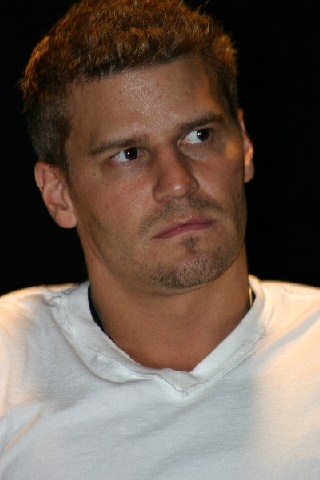
David Boreanaz als Angel

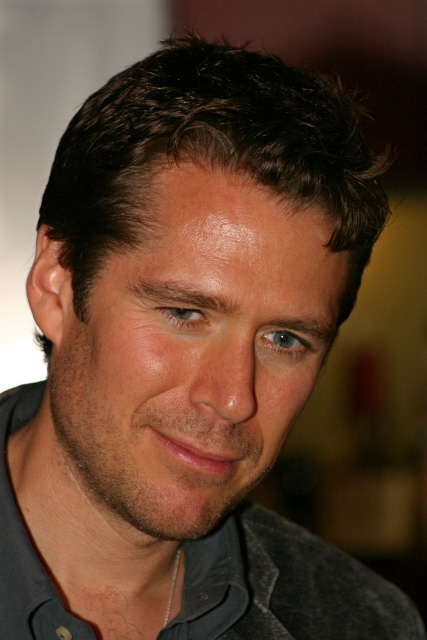
Alexis Denisof, de vertolker van Wesley Wyndam-Pryce

### Genoemd in openingstitels
- David Boreanaz - Angel/Angelus (seizoen 1 t/m 5)
- Charisma Carpenter - Cordelia Chase (vanaf seizoen 1 t/m 4 en één gastoptreden in seizoen 5)
- Glenn Quinn - Doyle (eerste helft seizoen 1)
- Alexis Denisof - Wesley Wyndam-Pryce (vanaf tweede helft seizoen 1 t/m 5)
- J. August Richards - Charles Gunn (vanaf seizoen 2 t/m 5 en gastoptredens in seizoen 1)
- Amy Acker - Winifred (Fred) Burkle / Illyria (vanaf seizoen 3 t/m 5 en gastoptredens seizoen 2)
- Andy Hallett - Lorne (The Host) (vanaf seizoen 4 t/m 5 en gastoptredens seizoen 2 en 3)
- Vincent Kartheiser - Connor (seizoen 4 en gastoptredens seizoen 3 en 5)
- James Marsters - Spike (seizoen 5 en gastoptredens in seizoen 1 en 2)
- Mercedes McNab - Harmony Kendall (seizoen 5 en één gastoptreden in seizoen 2)

### Terugkerende personages
- Christian Kane - Lindsey Mcdonald (seizoen 1 tot en met seizoen 2 en zes afleveringen van seizoen 5)
- Elizabeth Röhm - LAPD-rechercheur Kate Lockley (seizoen 1 tot en met seizoen 2)
- Stephanie Romanov - Lilah Morgan (seizoen 1 tot en met seizoen 4)
- Thomas Burr - Lee Mercer (seizoen 1)
- Michael Mantell - Oliver Simon (seizoen 1)
- Sam Anderson - Holland Manners (seizoen 1 + 2)
- Julie Benz - Darla (seizoen 1 tot en met seizoen 3, en een aflevering in seizoen 4 & 5)
- Randall Slavin en Carey Cannon - De Orakels (seizoen 1)
- John Mahon - Trevor Lockley (Kate's vader) (seizoen 1)
- Sarah Michelle Gellar - Buffy Summers (seizoen 1)
- Eliza Dushku - Faith Lehane (seizoen 1, 2 en 4)
- David Herman - David Nabbit (seizoen 1 + 2)
- Matthew James - Merl (seizoen 2 + 3)
- Juliet Landau - Drusilla (seizoen 2 en 2 afleveringen in seizoen 5)
- Brigid Brannagh - Virginia Bryce (seizoen 2)
- Jarrod Crawford - Rondell (seizoen 2 + 3)
- Darris Love - George (seizoen 2)
- Julia Lee - Anne Steele (seizoen 2 en 5)
- Gerry Becker - Nathan Reed (seizoen 2)
- Alyson Hannigan - Willow Rosenberg (seizoen 2 + 4)
- Daniel Dae Kim - Gavin Park (seizoen 2, 3 + 4)
- Brody Hutzler - Landok (seizoen 2)
- Mark Lutz - Groosalugg (seizoen 2 + 3)
- Michael Phenicie - Silas (seizoen 2)
- David Denman - Skip (seizoen 3 + 4, vier afleveringen)
- Keith Szarabajka - Daniel Holtz (seizoen 3)
- John Rubinstein - Linwood Murrow (seizoen 3 + 4)
- Jack Conley - Sahjhan (seizoen 3 + 5)
- Kasha Kropinski - Sarah Holtz (seizoen 3)
- Justin Shilton - Billy Blim (seizoen 3)
- Jennifer Griffin en Gary Grubbs - Trish en Roger Burkle (Freds ouders) (seizoen 3 + 5)
- Laurel Holloman - Justine Cooper (seizoen 3 + 4)
- Alexa Davalos - Gwen Raiden (seizoen 4)
- Roger Yuan - Wo-Pang (seizoen 4)
- Vladimir Kulich - The Beast (seizoen 4)
- Gina Torres - Jasmine (seizoen 4)
- Michael Halsey - Rutherford Sirk (seizoen 4 + 5)
- Sarah Thompson - Eve (seizoen 5)
- Jonathan M. Woodward - Knox (seizoen 5)
- Marc Vann - Dr. Sparrow
- T.J. Thyne - Ongenoemde Wolfram & Hart advocaat (seizoen 5)
- Jenny Mollen - Nina Ash (seizoen 5)
- Adam Baldwin - Marcus Hamilton (seizoen 5)
- Jeff Yagher - Ed (van de Fell Brethren) (seizoen 5)
- Leland Crooke - Archduke Sebassis (seizoen 5)
- Dennis Christopher - Cyvus Vail (seizoen 5)
- Mark Colson - Izzerial de Duivel (Izzy) (seizoen 5)
- Stacey Travis - Senator Helen Brucker (seizoen 5)
- Alec Newman - Drogyn (seizoen 5)
- Tom Lenk - Andrew Wells (seizoen 5)

## Seizoenen
- Seizoen 1: 1999-2000
- Seizoen 2: 2000-2001
- Seizoen 3: 2001-2002
- Seizoen 4: 2002-2003
- Seizoen 5: 2003-2004

## Stripboekenreeks
Lijst van onderstaande officiële stripvervolgen van 2007 tot 2009 door IDW Publishing en van 2011 tot 2018 door Dark Horse Comics:
- Angel: After the Fall (Angel Season Six) (2007-2009)
- Spike: After the Fall (2008) - spin-off

Angel & Faith: Volume 1 (season Nine):
Delen:
- Live Through This (2011-2012)
- Daddy Issues (2012)
- Family Reunion (2013)
- Death and Consequences (2013)
- What You Want, Not What You Need (2014)

Angel & Faith: Volume 2 (season Ten):
Delen:
- Where the River Meets the Sea (2014)
- Lost and Found (2015)
- United (2015)
- A Little More than Kin (2016)
- A Tale of Two Families (2016)

Angel Season Eleven:
Delen:
- Out of the Past (2017)
- Time and Tide (2018)
- Dark Reflections (2018)

### Overige comics

#### Angel Volume 1(1999–2002)
Delen:
- Surrogates (2000)
- Earthly Possessions (2001)
- Hunting Ground (2001)
- Long Night's Journey (2001-2002) - spin-off
- Autumnal (2002)
- Strange Bedfellows (2002)
- Angel Omnibus (2011) - collectie

Angel (IDW-series)
- The Curse (2005) - spin-off
- Old Friends (2006) - spin-off
- Auld Lang Syne (2007) - spin-off
- Smile Time (2009) - spin-off
- Blood & Trenches (2009) - spin-off
- Not Fade Away (2009) - spin-off
- Aftermath (2009)
- A Hole in the World (2010) - spin-off
- Only Human (2010) - spin-off
- Barbary Coast (2010) - spin-off
- Last Angel in Hell (2010)
- Immortality for Dummies (2010)
- Crown Prince Syndrome (2010)
- The Wolf, the Ram, and the Heart (2011)
- Illyria: Haunted (2011) - spin-off

## Romans
Lijst van romans van Buffy the Vampire Slayer & Angel waar Angel prominent in voorkomt:
Buffy:
- The Harvest (1997)
- The Angel Chronicles, Volume 1 (1998)
- Blooded (1998)
- Child of the Hunt (1998)
- The Xander Years, Volume 1 (1999)
- Sins of the Father (1999)
- The Angel Chronicles, Volume 2 (1999)
- The Willow Files, Volume 1 (1999)
- The Angel Chronicles, Volume 3 (1999)
- Sunnydale High Yearbook (1999)
- The Xander Years, Volume 2 (2000)
- How I Survived My Summer Vacation (2000)
- The Evil That Men Do (2000)
- The Willow Files, Volume 2 (2000)
- The Faith Trials (2001)
- Buffy & Angel: The Burning (Unseen #1) (2001); cross-over roman
- Buffy & Angel: Door to Alternity (Unseen #2) (2001); cross-over roman
- Buffy & Angel: Long Way Home (Unseen #3) (2001); cross-over roman
- The Cordelia Collection (2003)
- Buffy & Angel: Cursed (2003); cross-over roman
- Buffy & Angel: Monster Island (2003); cross-over roman
- Buffy & Angel: Seven Crows (2003); cross-over roman
- Buffy & Angel: Heat (2004); cross-over roman
- Halloween (2005); boekadaptatie van gelijknamige aflevering
- Queen of the Slayers (2005)

Angel:
Angel komt als hoofdpersonage in alle boeken voor die uitgegeven zijn door Simon & Schuster tussen 1999 en 2004.